# Кимберли (тауншип, Миннесота)
Кимберли (англ. Kimberly) — тауншип в округе Эйткин, Миннесота, США. На 2000 год его население составило 245 человек.

## География
По данным Бюро переписи населения США площадь тауншипа составляет 95,9 км², из которых 93,0 км² занимает суша, а 2,9 км² — вода (3,00 %).

## Демография
По данным переписи населения 2000 года здесь находились 245 человек, 97 домохозяйств и 73 семьи.  Плотность населения —  2,6 чел./км².  На территории тауншипа расположено 177 построек со средней плотностью 1,9 построек на один квадратный километр. Расовый состав населения: 100,00 % белых.
Из 97 домохозяйств в 27,8 % воспитывались дети до 18 лет, в 68,0 % проживали супружеские пары, в 2,1 % проживали незамужние женщины и в 24,7 % домохозяйств проживали несемейные люди. 21,6 % домохозяйств состояли из одного человека, при том 9,3 % из — одиноких пожилых людей старше 65 лет. Средний размер домохозяйства — 2,53, а семьи — 2,92 человека.
23,7 % населения — младше 18 лет, 4,9 % — в возрасте от 18 до 24 лет, 20,0 % — от 25 до 44, 35,1 % — от 45 до 64, и 16,3 % — старше 65 лет. Средний возраст — 46 лет. На каждые 100 женщин приходилось 116,8 мужчин.  На каждые 100 женщин старше 18 приходилось 112,5 мужчин.
Средний годовой доход домохозяйства составлял 32 500 долларов, а средний годовой доход семьи —  45 625 долларов. Средний доход мужчин —  25 357  долларов, в то время как у женщин — 20 625. Доход на душу населения составил 16 161 доллар. За чертой бедности находились 10,9 % семей и 15,4 % всего населения тауншипа, из которых 15,6 % младше 18 и 28,3 % старше 65 лет.